# Ansaldo Energia
Ansaldo Energia S.p.A. è una società per azioni italiana attiva nel settore energetico, tra i maggiori produttori di centrali elettriche al mondo. È stata una divisione del gruppo Ansaldo, successivamente di Leonardo (prima Leonardo-Finmeccanica) fino a quando, nel dicembre 2013, quest'ultima ha deliberato la cessione di parte della propria partecipazione in Ansaldo Energia al Fondo Strategico Italiano, cessione che è stata perfezionata verso la fine del 2017. Il principale azionista della Società è oggi Cassa Depositi e Prestiti.

## Storia
Ansaldo Energia viene ufficialmente fondata nel 1991 a Genova, configurandosi come un'estensione in continuità con Ansaldo, azienda fondata nel 1853 sempre a Genova.
Nel 1994 assorbe per incorporazione Ansaldo GIE, denominazione assunta dal 1989. Ansaldo GIE, azienda nata da diverse acquisizioni tra cui quella di Gruppo Industrie Elettro Meccaniche per Impianti all'Estero, dopo vari cambi di azionariato, diviene di proprietà totale di Ansaldo nel 1991.
Ansaldo Energia ha effettuato l'acquisizione della società olandese Thomassen Turbine Systems (TTS) nel settembre 2006, acquistandola dalla Calpine European Finance LLC per 18,5 milioni di euro. TTS era specializzata nei servizi di manutenzione per turbine a gas e operava a livello globale con sedi operative nei Paesi Bassi e ad Abu Dhabi.
Nel 2009, Ansaldo Ricerche Spa è stata incorporata per fusione in Ansaldo Energia Spa. Ansaldo Ricerche era una società che faceva parte del Gruppo Ansaldo, poi divenuto parte di Finmeccanica. Nel 2009, con l'integrazione in Ansaldo Energia, la sua attività è stata assorbita all'interno della società più ampia.
Il 9 marzo 2011 Ansaldo Energia Holding (55% Leonardo-Finmeccanica, 45% First Reserve Corporation) ha acquistato il 100% di Ansaldo Energia con un esborso di 1,07 miliardi. Ansaldo Energia inoltre ha versato a Leonardo-Finmeccanica 95 milioni di euro per il diritto d'uso del marchio Ansaldo per i 25 anni successivi.
Sempre nel 2011, Ansaldo Fuel Cells, inizialmente costituita nel 2003 come spin-off di Ansaldo Ricerche focalizzata sullo sviluppo di celle a combustibile, è stata integrata in Ansaldo Energia, rafforzando l'impegno del gruppo nella ricerca di soluzioni energetiche innovative e sostenibili.
Nel dicembre 2013 il Fondo Strategico Italiano ha acquistato per 777 milioni di euro, da Leonardo-Finmeccanica e dal Fondo First Reserve, una quota dell'85% di Ansaldo Energia. Da parte italiana le firme sotto l'accordo sono del presidente del Consiglio Matteo Renzi e del ministro della difesa Roberta Pinotti.
L'8 maggio 2014 la Shanghai Electric ed il Fondo Strategico Italiano hanno firmato un accordo per l'acquisizione da parte di Shanghai di una quota del 40% di Ansaldo Energia per 400 milioni di euro. Intesa firmata alla presenza del premier Matteo Renzi e Roberta Pinotti. L'assetto societario comprende a quel punto il Fondo Strategico Italiano con circa il 60% e Shanghai Electric con il 40%.
A luglio 2016 l'azienda ha iniziato la costruzione a Genova di un nuovo stabilimento a Cornigliano per l'assemblaggio delle turbine a gas di nuova generazione «ereditate» da Alstom. Al termine dei lavori, entro giugno 2017, verrà spostata in Italia la fabbricazione attualmente in Germania. La nuova produzione riguarderà le tecnologie ottenute dalla società per azioni ligure dopo l'acquisizione di Alstom da parte di General Electric. L'Antitrust di Bruxelles ha infatti permesso l'operazione alla multinazionale statunitense, a patto che la tecnologia nelle turbine a gas dell'azienda francese venisse ceduta a un concorrente europeo. La scelta poi caduta su Ansaldo Energia.
Nell'ottobre 2019 c'è stato un cambio al vertice della società: Giuseppe Zampini ha lasciato l'incarico di amministratore delegato, diventando presidente, e Giuseppe Marino (ex Ansaldo Breda e Hitachi Ltd) ha assunto l'incarico di amministratore delegato.
Nel 2020 viene presentata a Genova la turbina a gas GT36, considerata la turbina più potente e performante mai realizzata in Italia inizialmente soprannominata “Monte Bianco” in quanto eccellenza europea per potenza.
Nel febbraio 2020, Ansaldo Energia annuncia un piano industriale per il periodo 2020-2024, che prevede la possibile vendita - poi finalizzata - di alcune controllate, tra cui PSM e Ansaldo Thomassen.
Al gennaio 2021, la società è posseduta al 88% dal gruppo Cassa Depositi e Prestiti e al 12% da Shanghai Electric Corporation, che congiuntamente detengono un indebitamento finanziario superiore al miliardo di euro. Nei mesi successivi, il partner cinese ha acquisito il 40% delle quote azionarie flottanti.
Nel 2021, viene fondata la controllata Ansaldo Green Tech, dedicata all’evoluzione verso forme di generazione carbon-neutral, attualmente guidata dall’Amministratore Delegato Vittorio Olcese. Mentre a partire dal 2023 Daniela Gentile diventa Amministratrice Delegata della controllata Ansaldo Nucleare.
Il 5 marzo 2023 è stato nominato Fabrizio Fabbri nuovo amministratore delegato, carica che ha assunto a partire dal primo aprile 2023.

## Attività
Ansaldo Energia è un fornitore di componenti e soluzioni tecnologiche per la produzione di energia: progetta e realizza isole di potenza singole o macchine stand-alone, come turbine, microturbine e generatori e ne segue l’assistenza e il miglioramento continuo, sia delle centrali che delle sue componenti tecnologiche. Ha inoltre le competenze per progettare e coordinare la realizzazione di centrali elettriche chiavi in mano complete di sistemi di gestione, controllo e di cybersecurity.
A partire dal 2006, Ansaldo Energia ha rafforzato la propria divisione dedicata al service e alla manutenzione grazie all’acquisizione della società olandese Thomassen Turbine Systems e della svizzera ESG Ltd. Parallelamente, con l’integrazione di Ansaldo Ricerche e Ansaldo Fuel Cells, ha potenziato le attività di sviluppo e ricerca nel campo delle nuove fonti di energia. Ha installato nel mondo oltre 175 000 MW in più di 90 nazioni.
Nel 2021 consegnano ad Edison la turbina GT36, una maxi turbina di classe H dalla mole di 525 tonnellate che sarà installata presso la centrale elettrica a ciclo combinato di Marghera Levante. Le dimensioni di questa turbina sono 13,4 m di lunghezza e 6,4 m di altezza. La GT36 è in grado di generare fino 760 MW di potenza sfruttando gas naturale o idrogeno. La realizzazione di questa turbina fa parte di un progetto di sviluppo durato 7 anni e che ha richiesto un investimento di 600 milioni di euro. La turbina opera in due modalità: Performance Optimised Mode, modalità più prestazionale, e XL (eXtended Lifetime) Operation Mode, mirata ad avere intervalli di manutenzione più lunghi, riducendo quindi i costi di gestione.

### Prodotti
Il portafoglio completo di turbomacchine dell'azienda comprende turbine a gas heavy-duty e turbine a vapore per applicazioni di grande dimensione, insieme a microturbine per il settore della produzione di energia distribuita. 
Le turbine Ansaldo Energia possono bruciare un'ampia gamma di combustibili diversi, dal gas naturale all'olio pesante.
L’azienda è impegnata nella progettazione e produzione di soluzioni sostenibili e che possano raggiungere la carbon neutrality, dandosi l’obiettivo di realizzare e aggiornare le proprie turbomacchine con la capacità di bruciare idrogeno al 100% entro il 2030. Dal 2023 tutte le turbine a gas realizzate da Ansaldo Energia consentono un uso di idrogeno miscelato con gas naturale in percentuali comprese tra il 40 e il 70%.
Insieme a idrogeneratori e impianti geotermici, il portafoglio Ansaldo Energia di soluzioni per la transizione comprende anche compensatori sincroni per stabilizzare la rete a fronte degli sbalzi di produzione delle fonti rinnovabili.
I principali prodotti sono:
- Impianti
  - Ciclo aperto
  - Ciclo combinato
  - Impianti Geotermici
  - Rehabilitation di impianti esistenti
- Turbine a gas
  - AE64.3A
  - AE94.2
  - AE94.3A
  - GT26
  - GT36
- Turbine a vapore
  - Reheat
  - Non reheat
  - Geotermia
- Microturbine
  - AE T-100
  - Elettrolizzatori
- Generatori
- Soluzioni per la transizione energetica:
  - Idrogeno
  - Rinnovabili
- Service
  - Service per la sostenibilità
  - Digital Plant Support
  - Service Platforms
  - Contratti di service
- Sistemi Digitali 
  - Cyber security
- Nucleare
  - Innovazione per le tecnologie nucleari
  - EPC contractor & system integrator di impianti nucleari
  - Plant operation assistance
  - Produzione di macchine per l'industria nucleare

## Aziende controllate
- Ansaldo Green Tech S.p.A.

Ansaldo Green Tech nasce nel 2021 con focus sul business delle energie rinnovabili come spin-off di Ansaldo Energia e ne eredita le tecnologie e le competenze. Ansaldo Green Tech si prefigge gli obiettivi di innovare la produzione di energia per accelerare l’evoluzione verso forme di generazione carbon-neutral, ottimizzare la produzione e lo stoccaggio di elettricità e facilitare la transizione evitando sprechi di risorse, inefficienze e disagi agli utenti. Tra i prodotti offerti vi sono le microturbine da 100KW di potenza; una nuova generazione di elettrolizzatori per la produzione di idrogeno è in fase di sperimentazione. Gli elettrollizzatori con una capacità di 1MW di input elettrico sono concepiti per applicazioni con grandi volumi di produzione di idrogeno.
- Ansaldo Nucleare S.p.A.

Insieme alla sua controllata Ansaldo Nuclear Ltd (UK) opera sotto il nome di Ansaldo Nuclear come “one-stop Company” specializzata nel nucleare. Costituita a Genova nel 1966 come Ansaldo Meccanico Nucleare SpA, nel 1999 è diventata una divisione di Ansaldo Energia e il 1º novembre 2005 si è trasformata in una Società indipendente partecipata al 100% da Ansaldo Energia.
- Yeni Aen Insaat Anonom Sirketi
- Ansaldo Energia Switzerland AG[35]
- Ansaldo Energia Gulf[36]
- Ansaldo Gas Turbine Technology Co., LTD
- Shanghai Electric Gas Turbine CO., LTD[37]